# Polydactylus sextarius
Polydactylus sextarius är en fiskart som först beskrevs av Bloch och Schneider, 1801.  Polydactylus sextarius ingår i släktet Polydactylus och familjen Polynemidae. Inga underarter finns listade i Catalogue of Life.